# Bundesschatz
Bundesschatz ist die Bezeichnung für festverzinsliche Wertpapiere, die von der Republik Österreich zwischen 2002 und 2020 und wieder ab 2024 herausgegeben werden.
Bei Anlagebeträgen in beliebiger Stückelung ab 100 Euro gab es Laufzeiten zwischen einem Monat und bis zu 10 Jahren. Der Erwerb von Bundesschätzen war nur direkt über ein gebührenfreies Online-Konto bei der Österreichischen Bundesfinanzierungsagentur möglich. Vorausgesetzt wurde hierzu, dass der volljährige Erwerber eine Privatperson ist, über die Vollversion der ID Austria verfügt und seinen Wohnsitz oder gewöhnlichen Aufenthalt innerhalb der Europäischen Union hat.
Aufgrund des negativen Leitzinses der Europäischen Zentralbank wurden die Zinsen auf Bundesschätze im Juli 2019 auf 0 % gesenkt. Da eine weitere Absenkung der Zinsen aus rechtlichen Gründen nicht möglich war, wurden ab Juni 2020 keine neuen Veranlagungen zur Verfügung gestellt; die noch nicht fälligen Anlagen wurden aber nicht getilgt oder umgetauscht, sondern laufen bis zur Fälligkeit noch weiter. Da die Laufzeit bis zu zehn Jahren betrug, dürften die letzten Tilgungen erst 2030 erfolgen.
Finanzminister Magnus Brunner gab im August 2023 bekannt, dass Bundesschätze als Unterstützung für Geldanleger aufgrund der hohen Inflation reaktiviert werden. Ein konkretes Datum für die Reaktivierung nannte er damals nicht.
Am 23. März 2024 wurde von der Österreichischen Bundesfinanzierungsagentur angekündigt, dass Bundesschatz bis Ende April 2024 wieder starten wird. Am 22. April startete das Produkt. Es handle sich um eine modernisierte Form des bis 2020 bestehenden Bundesschatzes, für das ein komplett neues technisches System entwickelt wurde. Im Unterschied zu Bundesanleihen soll beim Erwerb von Bundesschatz kein Wertpapierdepot bei einem depotführenden Institut notwendig sein. Zudem werde das neue Produkt – im Unterschied zu Bundesanleihen – keinerlei Kursrisiko aufweisen und sich in der Ausgestaltung eher an einem Online-Sparbuch orientieren. Die Authentifizierung werde exklusiv über ID Austria (mit Vollfunktion) stattfinden. Weiters wurde am 8. April bekanntgegeben, dass es unterschiedliche Laufzeiten von einem Monat bis zu zehn Jahren geben werde und das Mindestanlagevolumen 100 Euro betragen soll.